# Oguta
Oguta est une zone de gouvernement local de l'État d'Imo au Nigeria,.

## Personnalités liées
- Leslye Obiora, femme politique nigériane.

## Source
- (en) Cet article est partiellement ou en totalité issu de l’article de Wikipédia en anglais intitulé « Oguta » (voir la liste des auteurs).